# 豊川市立牛久保小学校
豊川市立牛久保小学校（とよかわしりつ うしくぼしょうがっこう）は、愛知県豊川市牛久保町大手にある公立小学校。

## 概要
豊川市牛久保町にある1873年（明治6年）創立の伝統ある小学校である。児童数は389人、クラス数は14クラス（2013年度）。学校近くにはJR牛久保駅がある。
牛久保駅構内と牛久保小学校の敷地内はかつての牛久保城の城域が含まれている。校章はこの牛久保城主であった牧野氏の家紋に因み、三つ柏の中に「牛」の字をあしらったものである。学校玄関脇には、牧野氏が定めたとされる「参州牛久保之壁書」の条目にある言葉、「礼儀廉恥と云ふ事」・「何事にても根本と云ふ事」を刻んだ石碑が置かれ、壁書の教えが校訓として今も受け継がれている。
また校区内には八幡神社・光輝院の牧野成定廟・大聖寺の今川義元墳墓・長谷寺山本勘助遺髪塚・熊野神社の天然記念物牛久保のナギの木等の史跡・記念物も豊富にあり、「みつがしわ学習」と称して、牛久保城主牧野氏一族などをテーマに郷土についての学習を積極的におこなっている。

## 教育目標
- 同校の掲げる教育目標は「生き生きと たくましく生きぬく 心豊かな子どもの育成をめざす」である。

## 沿革
- 1873年（明治6年）10月 - 第10番中学区第42番小学牛久保学校設置。
- 1874年（明治7年）3月 - 牛久保村字若子の東勝寺本堂内に開校。
- 1878年（明治11年） - 宝飯郡第19学区牛久保学校
- 1881年（明治14年）10月 - 東勝寺西側（字八幡口）に、新校舎落成（木造二階）。
- 1886年（明治20年） - 尋常小学牛久保学校。
- 1892年（明治25年） - 牛久保町立牛久保尋常小学校。
- 1913年（大正2年）7月 - 牛久保町字大手（現在地）に校舎移築・移転。
- 1941年（昭和16年）4月 - 牛久保国民学校。
- 1947年（昭和22年）4月 - 豊川市立牛久保小学校となり、校区内で豊川市立中部小学校が独立。
- 1974年（昭和49年）4月 - 中条・下郷地区で豊川市立天王小学校を分立。

## 交流
- 長岡市立阪之上小学校；牛久保小学校と同じ三つ柏[2]を校章に用いている新潟県長岡市の阪之上小学校と交流を進めている[3]。

## 交通アクセス
- 電車
  - JR飯田線 牛久保駅下車、徒歩約5分